# Clatrati di metano
Il clatrato di metano è un tipo di clatrato in cui l'acqua che forma una gabbia cristallina intorno al metano. Si forma nelle profondità oceaniche ed è instabile: un aumento di temperatura o un'onda d'urto basta a far uscire il metano. Per la sua instabilità è estremamente pericoloso provare ad estrarlo. 
250 milioni di anni fa la una serie di eruzioni particolarmente intensa immise grandi quantità di anidride carbonica in atmosfera, provocando un innalzamento di temperatura e innescando la fusione dei clatrati di metano marini. Il metano rilasciato in atmosfera, a sua volta, contribuì ad un ulteriore notevole aumento di temperatura. Questo fenomeno fu la causa ritenuta più probabile dell'estinzione del Permiano-Triassico.